# Helcanthica
Helcanthica é um gênero de traça pertencente à família Agonoxenidae.